# 艾格莫尔特
艾格莫尔特（法語：Aigues-Mortes，法語發音：[ɛɡ mɔʁt]）是法国加尔省的一个市镇，位于该省中南部，属于尼姆区。该市镇的名字在法语中意为「死水」，因其四周环布沼泽与不流动的湖水而得名。

## 地理
艾格莫尔特（43°34'0"N, 4°11'33"E）面积57.78 平方千米，位于法国奧克西塔尼大區加尔省，该省份为法国南部沿海省份，南端濒地中海，北起顺时针与阿尔代什省、沃克吕兹省、罗讷河口省、埃罗省、阿韦龙省和洛泽尔省接壤。
与艾格莫尔特接壤的市镇（或旧市镇、城区）包括：滨海圣玛丽、勒格罗迪鲁瓦、圣洛朗代古兹、马西亚格、莫吉奥、拉格朗德莫特。

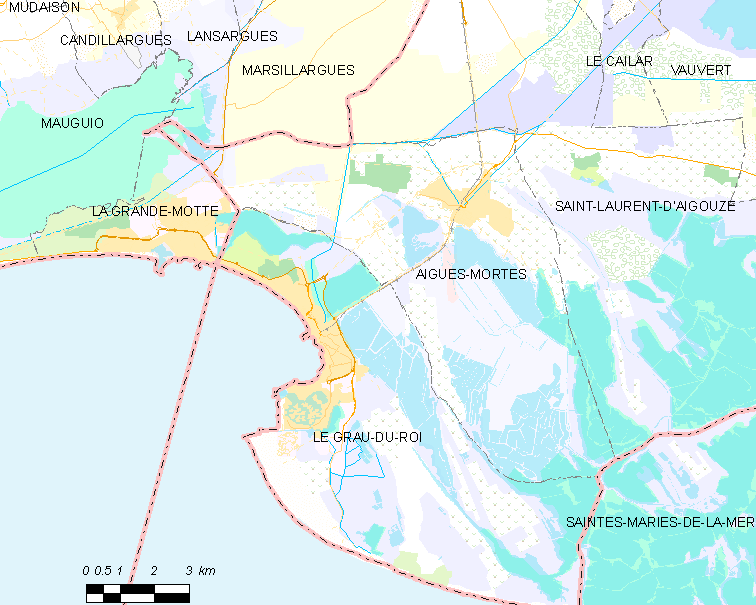
艾格莫尔特的OSM定位图

艾格莫尔特的时区为UTC+01:00、UTC+02:00（夏令时）。

## 行政
艾格莫尔特的邮政编码为30220，INSEE市镇编码为30003。

## 政治
艾格莫尔特所属的省级选区为艾格莫尔特县。

## 人口

1962-2008年间艾格莫尔特人口变化图示

艾格莫尔特于2022年1月1日时的人口数量为8707人。